# Гай Ліциній Нерва
Гай Ліциній Нерва (*Gaius Licinius Nerva, бл. 210 до н. е. — після 167 до н. е.) — політичний діяч часів Римської республіки.

## Життєпис
Походив з заможного роду Ліциніїв Нерв. Син Гая Ліцинія Нерви. У 177 році до н. е. стає народним трибуном. Спільно з колегами Гаєм Папірієм Турбоном і Авлом Ліцинієм Нерви (своїм братом) виступив проти проконсула Авла Манлія Вульсона за самоуправство в Істрії і запропонував скасувати продовження його імперія, але на законопроєкт було накладено вето народним трибуном Гаєм Авлієм.
У 167 році до н. е. обирається претором. За жеребом отримав провінцію Дальню Іспанію. Подальша доля невідома.

## Родина
- Гай Ліциній Нерва, легат 168—167 років до н. е.